# Michael Kitson
Michael William Lely Kitson (30 janvier 1926 - 7 août 1998) est un historien de l'art britannique qui est une autorité internationale sur l'œuvre du peintre Claude Lorrain.
Sa carrière d'enseignant le mène à la Slade School of Fine Art et à l'Institut Courtauld de Londres ; il y enseigne de 1955 à 1985, terminant comme professeur d'histoire de l'art à partir de 1978, puis directeur adjoint à partir de 1980. Il est ensuite directeur des études au Paul Mellon Centre for Studies in British Art de Londres. En 1969, il organise la première grande exposition jamais consacrée à Lorrain à la Laing Art Gallery de Newcastle upon Tyne, puis à la Hayward Gallery de Londres.

## Jeunesse et éducation
Michael Kitson est né le 30 janvier 1926, fils du révérend Bernard Meredith Kitson, pasteur de l'Église d'Angleterre, et de son épouse Helen May Lely. Le romancier Anthony Trollope et le peintre Peter Lely comptent parmi ses ancêtres. Il fait ses études à la Gresham's School et au King's College de Cambridge, où il étudie l'anglais (1944-1945 et 1948-1950), puis au Courtauld Institute of Art (1950-1952).

## Service militaire
Ses trois années au King's College de Cambridge sont interrompues en 1945 lorsqu'il est affecté au Corps des Royal Engineers et au renseignement de sécurité au Moyen-Orient, basé en Égypte. Il quitte l'armée en 1948 et retourne à Cambridge.

## Carrière
En 1952, il rejoint la Slade School of Fine Art de l'University College de Londres comme maître de conférences en histoire de l'art. Il rejoint ensuite l'Institut Courtauld de Londres comme maître de conférences de 1955 à 1967, puis comme chargé de cours de 1967 à 1978. Il y devient professeur d'histoire de l'art en 1978 et directeur adjoint de l'institut de 1980 à 1985.
En 1985, Kitson devient directeur des études au Paul Mellon Centre for Studies in British Art, à Londres, une organisation caritative éducative britannique étroitement liée à l'université Yale.
Kitson devient une autorité internationale sur Claude Lorrain et organise la première exposition Lorrain à la Hayward Gallery, Londres, en 1969. En 1978, il catalogue le Liber Veritatis, les propres dessins de Lorrain de ses peintures, pour le British Museum et écrit plus tard l'article sur Lorrain pour le Macmillan Dictionary of Art (1996).
Il partage un intérêt pour la peinture française du XVIIe siècle avec Anthony Blunt et écrit plus tard l'article sur Blunt pour l'Oxford Dictionary of National Biography.

## Famille
Le 8 juillet 1950, Kitson épouse Annabella, la fille de John Leslie Cloudsley. Ils ont deux fils. Dans les années 1980, Kitson devient le compagnon de Judith Colton, une spécialiste d'art américaine.
Après sa mort à Islington, Londres, le 7 août 1998, une cérémonie commémorative a lieu à St Clement Danes le 23 octobre 1998, avec une allocution de Neil MacGregor, directeur de la National Gallery.

## Publications
- J. M. W. Turner (Barnes & Noble, 1963)
- English painting (Art of the Western World) avec Alexandra Wedgwood (Paul Hamlyn Londres, et Golden Press, New York 1964)
- Frans Hals (1965)
- The Age of Baroque: Landmarks of the World's Art, Architecture, Sculpture, Portraits, Landscapes, Interior Decoration (Paul Hamlyn, Londres, 1966)
- Claude Lorrain, Liber veritatis (British Museum Publications, Londres, 1978)
- The Art of Claude Lorrain  (Arts Council, Londres, 1969)
- The Complete Paintings of Caravaggio (Londres, Abrams, 1967, nouvelle édition Weidenfeld & Nicolson, 1969 et 1986)
- Rembrandt (Phaidon Press, éditions en 1969, 1971, 1978 et 1994)
- Discovering the Italian Baroque par Gabriele Finaldi et Michael Kitson (catalogue de la collection de Denis Mahon) (National Gallery, 1997)
- The Seeing Eye: Critical Writings on Art Michael Kitson (un recueil d'essais) (Mnemosyne Press, 2008)[7]